# Matthew Glave
Matthew G. Glave (Saginaw, Míchigan, 19 de agosto de 1963) es un actor de televisión y cine estadounidense. Glave está casado con la actriz estadounidense Anita Barone, con quien tuvo 2 hijas, Madeline y Roxanne.

## Filmografía

### Cine
| Año  | Título                        | Personaje                             | Notas |
| ---- | ----------------------------- | ------------------------------------- | ----- |
| 1993 | Ghost in the Machine          | Policía novato                        |       |
| 1994 | Chasers                       | Rory Blanes                           |       |
| 1994 | Baby's Day Out                | Bennington Cotwell                    |       |
| 1997 | Plump Fiction                 | Plump Fiction                         |       |
| 1998 | The Wedding Singer            | Glenn Gulia                           |       |
| 2001 | Rock Star                     | Joe Cole                              |       |
| 2001 | Corky Romano                  | Agente Brick Davis                    |       |
| 2001 | Ricochet River                | Frank Jukor                           |       |
| 2005 | Lost in Plainview             | JW                                    |       |
| 2006 | Diggers                       | Tipo de South Shell #1                |       |
| 2007 | The List                      | Phillip                               |       |
| 2008 | Visioneers                    | Roger                                 |       |
| 2008 | Get Smart                     | Agente conductor del Servicio Secreto |       |
| 2010 | House Broken                  | Hector                                |       |
| 2012 | Argo                          | Cnel. Charles W. Scott                |       |
| 2016 | Jimmy Vestvood: Amerikan Hero | Hank Shannity                         |       |
| 2016 | The Dog Lover                 | Sr. Gold                              |       |
| 2016 | The Thinning                  | Gob. Dean Redding                     |       |
| 2018 | Funny Story                   | Walter                                |       |
| 2018 | Dirt                          | Harvey Pearson                        |       |
| 2018 | First Man                     | Chuck Yeager                          |       |
| 2018 | The Thinning: New World Order | Gob. Dean Redding                     |       |
| 2019 | International Falls           | Gary                                  |       |
| 2020 | The Way Back                  | Entrenador Lombardo                   |       |
| 2020 | Uncorked                      | Rayland                               |       |
| 2020 | Safety                        | Tommy Bowden                          |       |
| 2023 | Big George Foreman            | Howard Cosell                         |       |

### Televisión
| Año          | Título                              | Personaje                                    | Notas                                         |
| ------------ | ----------------------------------- | -------------------------------------------- | --------------------------------------------- |
| 1991         | Babe Ruth                           | Joe Dugan                                    | Película de televisión                        |
| 1992         | L.A. Law                            | Robbie Richards                              | Episodio: "From Here to Paternity"            |
| 1992         | Cheers                              | Bartender                                    | Episodio: "The Beer Is Always Greener"        |
| 1993         | Doogie Howser, M.D.                 | Les                                          | Episodio: "Spell It 'M-A-N'"                  |
| 1993         | For Their Own Good                  | Mike Yates                                   | Película de televisión                        |
| 1994         | Walker, Texas Ranger                | Mitch Travis                                 | Episodio: "Mustangs"                          |
| 1994         | Diagnosis: Murder                   | Roger Valin                                  | 2 Episodios                                   |
| 1995         | If Not for You                      | Gary Schaffer                                | Episodio: "Pilot"                             |
| 1995         | JAG                                 | Ten. Jack 'Ripper' Carter                    | 2 Episodios                                   |
| 1995         | The Marshal                         | Deputy Jonathan Tucker                       | Episodio: "Land of Opportunity"               |
| 1995–1996    | Picket Fences                       | Deputy Bud Skeeter                           | 7 Episodios                                   |
| 1996–2002    | ER                                  | Dr. Dale Edson                               | 15 Episodios                                  |
| 1997         | Cybill                              | Jim Hicks                                    | Episodio: "Little Bo Peep"                    |
| 1997         | True Women                          | William King                                 | Miniserie                                     |
| 1998         | NYPD Blue                           | Jason                                        | 2 Episodios                                   |
| 1998         | Rude Awakening                      | Lenny                                        | Episodio: "Lucky for Me Her Breast Exploded"  |
| 1998         | Legalese                            | Kurt Lee                                     | Película de televisión                        |
| 1999         | Mutiny                              | Ten. Kirby                                   |                                               |
| 1999         | Millennium                          | Edward Cuffle                                | Episodio: "Via Dolorosa"                      |
| 1999, 2002   | Touched by an Angel                 | Joven Max / Sgt. Walker                      | 2 Episodios                                   |
| 2000         | The Huntress                        | Dirk Mancini                                 | Episodio: "Pilot"                             |
| 2000         | Charmed                             | Dr. Curtis Williamson                        | 2 Episodios                                   |
| 2002         | Family Law                          | Reverendo Williams                           | Episodio: "Big Brother"                       |
| 2002         | The X-Files                         | Agente especial Kallenbrunner                | Episodio: "The Truth"                         |
| 2002         | Crossing Jordan                     | Agente especial del FBI Aaron Miller         | Episodio: "One Twelve"                        |
| 2003         | Will & Grace                        | Kirk                                         | Episodio: "Field of Queens"                   |
| 2003         | The Shield                          | Mike                                         | Episodio: "Homewrecker"                       |
| 2003         | The West Wing                       | Scott Holcomb                                | Episodio: "The California 47th"               |
| 2003         | The Lyon's Den                      | Attorney Carl Green                          | 2 Episodios                                   |
| 2003         | Good Morning, Miami                 | Phil                                         | Episodio: "Will You Still Leave Me Tomorrow?" |
| 2005         | Las Vegas                           | Jason Decker                                 | Episodio: "Hide & Sneak"                      |
| 2005         | E-Ring                              | Agente de la CIA John Haines                 | Episodio: "The Forgotten"                     |
| 2005         | Life on a Stick                     | Rick Lackerson                               | 13 Episodios                                  |
| 2005, 2015   | CSI: Crime Scene Investigation      | Ken Bixler / Oficial Matt Glazer, LAPD       | 2 Episodios                                   |
| 2006         | Stargate SG-1                       | Coronel Paul Emerson                         | 6 Episodios                                   |
| 2006         | Cold Case                           | Carl Bradley (1979)                          | Episodio: "The Key"                           |
| 2007         | The New Adventures of Old Christine | Benjamin 'Ben' Michael                       | Episodio: "My Big Fat Sober Wedding"          |
| 2007         | Without a Trace                     | Leo                                          | Episodio: "Clean Up"                          |
| 2008–2009    | Army Wives                          | Teniente Coronel Evan Connors                | 16 Episodios                                  |
| 2009         | My Name Is Earl                     | Wayne                                        | Episodio: "Chaz Dalton's Space Academy"       |
| 2009         | Nip/Tuck                            | Jerry                                        | 2 Episodios                                   |
| 2009         | Crash                               | Bauer Lermontov                              | 3 Episodios                                   |
| 2010         | Accidentally on Purpose             | Oficial Ravitz                               | 2 Episodios                                   |
| 2010         | The Closer                          | Kevin Mason                                  | Episodio: "Executive Order"                   |
| 2010         | Medium                              | Dr. Heath Timlin                             | Episodio: "Talk to the Hand"                  |
| 2011         | Desperate Housewives                | Detective Foster                             | 2 Episodios                                   |
| 2011         | Criminal Minds                      | Detective Bailey                             | Episodio: "Sense Memory"                      |
| 2011         | The Suite Life Movie                | Dr. Olsen                                    | Película de televisión                        |
| 2011         | Funny or Die Presents...            | Panetti                                      | Episodio #2.10                                |
| 2011         | The Glades                          | Dwight Stewart                               | Episodio: "Beached"                           |
| 2011         | Nikita                              | Jonathan Gaines                              | Episodio: "Clawback"                          |
| 2011, 2012   | Revenge                             | Bill Harmon                                  | 2 Episodios                                   |
| 2012         | CSI: Miami                          | Larry Hopper                                 | Episodio: "At Risk"                           |
| 2012         | Touch                               | Frank Robbins                                | Episodio: "Gyre, Part 1"                      |
| 2012         | Suits                               | Abogado de Thomas Walsh                      | Episodio: "All In"                            |
| 2012         | Perception                          | Senador Scott Ryland                         | 2 Episodios                                   |
| 2012         | The Neighbors                       | Bill                                         | Episodio: "Things Just Got Real"              |
| 2012         | Raising Hope                        | Big W                                        | Episodio: "The Walk for the Runs"             |
| 2012, 2013   | Shake It Up                         | J.J. Jones                                   | 2 Episodios                                   |
| 2013         | Shameless                           | Scott Walker                                 | Episodio: "Frank the Plumber"                 |
| 2013         | Hell on Wheels                      | Dick Barlow                                  | Episodio: "Eminent Domain"                    |
| 2014         | Hawaii Five-0                       | Agente del FBI líder Kohl / Julian Lynch     | Episodio: "Na hala a ka makua"                |
| 2014         | Mad Men                             | Bill Hartley                                 | Episodio: "The Strategy"                      |
| 2014         | Growing Up Fisher                   | Director Sloan                               | 6 Episodios                                   |
| 2014         | Agents of S.H.I.E.L.D.              | Roger Browning                               | Episodio: "Shadows"                           |
| 2014         | Parenthood                          | Sr. Jones                                    | Episodio: "Lean In"                           |
| 2014         | American Horror Story               | Larry Gayheart                               | Episodio: "Orphans"                           |
| 2015         | Truth Be Told                       | Steve                                        | Episodio: "Love Thy Neighbor"                 |
| 2015–2017    | Girlfriends' Guide to Divorce       | Gordon Beech                                 | 16 Episodios                                  |
| 2016         | All the Way                         | Carl Sanders                                 | Película de televisión                        |
| 2016         | Rosewood                            | Andre Ward                                   | Episodio: "Badges & Bombshells"               |
| 2016, 2017   | Narcos                              | Mike Spencer                                 | 2 Episodios                                   |
| 2016–2018    | Angie Tribeca                       | Vicepresidente Joe Perry / Alcalde Joe Perry | 12 Episodios                                  |
| 2016–2020    | Better Things                       | Xander Hall                                  | 9 Episodios                                   |
| 2017         | Drive Share                         | Papa de Hannah                               | Episodio: "Marry Me?"                         |
| 2017         | Grace and Frankie                   | Oficial Tuttle                               | Episodio: "The Burglary"                      |
| 2017         | Feud                                | Joseph Cotten                                | 2 Episodios                                   |
| 2017         | Do You Want to See a Dead Body?     | Mel                                          | Episodio: "A Body and a Breakup"              |
| 2017, 2018   | The Mick                            | Howard Buckley                               | 2 Episodios                                   |
| 2018         | American Woman                      | Cal                                          | Episodio: "Obstacles and Assets"              |
| 2018         | Culture Clash                       | Nick                                         | Película de televisión                        |
| 2019         | NCIS                                | Comandante Naval John McGee                  | Episodio: "Once Upon A Tim"                   |
| 2019         | Santa Clarita Diet                  | Bob Zekeman                                  | Episodio: "More of a Cat Person"              |
| 2019–present | The Rookie                          | Oscar Hutchinson                             | 4 Episodios                                   |
| 2020         | Brews Brothers                      | Warren                                       | Episodio: "The Trink"                         |
| 2021         | Bronzeville                         | Detective Joe Parkson                        | Episodio: "15, 34"                            |
| 2021         | Rebel                               | Tommy Flynn                                  | 5 Episodios                                   |